# شي جون
شي جون (بالصينية: 石俊) هو لاعب كرة قدم صيني في مركز الهجوم، ولد في 9 أكتوبر 1982 في داليان في الصين. شارك مع منتخب الصين لكرة القدم. أما مع النوادي، فقد لعب مع نادي لوزيرن ويانغ بويز.

## وصلات خارجية
- شي جون على موقع قاعدة بيانات كرة القدم.إي يو (الإنجليزية)
- شي جون على موقع ناشيونال فوتبول تيمز (الإنجليزية)
- شي جون على موقع Soccerway.com (الإنجليزية)